# John B. Peterson
John Barney Peterson (* 4. Juli 1850 bei Lowell, Lake County, Indiana; † 16. Juli 1944 in Crown Point, Indiana) war ein US-amerikanischer Politiker. Zwischen 1913 und 1915 vertrat er den Bundesstaat Indiana im US-Repräsentantenhaus.

## Werdegang
John Peterson war ein Cousin der Kongressabgeordneten Horatio C. Claypool (1859–1921) und Harold K. Claypool (1886–1958) aus Ohio. Er besuchte die öffentlichen Schulen seiner Heimat. Nach einem anschließenden Jurastudium und seiner im Jahr 1870 erfolgten Zulassung als Rechtsanwalt begann er in Crown Point in diesem Beruf zu arbeiten. Zwischen 1880 und 1884 war er Staatsanwalt im 31. Gerichtsbezirk von Indiana.
Politisch war Peterson Mitglied der Demokratischen Partei. Bei den Kongresswahlen des Jahres 1912 wurde er im zehnten Wahlbezirk von Indiana in das US-Repräsentantenhaus in Washington, D.C. gewählt, wo er am 4. März 1913 die Nachfolge von Edgar D. Crumpacker antrat. Da er im Jahr 1914 dem Republikaner William Robert Wood unterlag, konnte er bis zum 3. März 1915 nur eine Legislaturperiode im Kongress absolvieren. Im Jahr 1913 wurden der 16. und der  17. Verfassungszusatz ratifiziert.
Nach seinem Ausscheiden aus dem US-Repräsentantenhaus stieg Peterson in das Bankgewerbe ein. Er wurde Präsident der Commercial Bank in Crown Point und der First Calumet Trust & Savings Bank in East Chicago. Im Jahr 1939 zog sich John Peterson in den Ruhestand zurück. Er starb am 16. Juli 1944 im Alter von 94 Jahren in Crown Point.